# Haji Nasrullah Baryalai Arsalai

Haji Nasrullah Baryalai Arsalai

Haji Nasrullah Baryalai Arsalai (* 3. März 1958) ist ein afghanischer Politiker, der für die Präsidentschaftswahlen 2009 in Afghanistan kandidierte.

## Leben
Haji Nasrullah Baryalai Arsalai ist der Sohn des ehemaligen Bezirksverwalter Amanullah Khan Arsalai. Er ist ein Paschtune vom Stamm der Ahmadzai Jabarkhel. Baryalai Arsalai wuchs in verschiedenen Regionen Afghanistans auf, da sich der Verwaltungsort des Vaters oft änderte. Nasrullah Baryalai Arsalai beendete seine Schulausbildung 1974 in Dschalalabad. Danach studierte er an der Universität von Nangarhar Landwirtschaft. Aufgrund der politischen Lage in Afghanistan und dem Einmarsch der Sowjets in Afghanistan flüchtete er 1981 ins Exil. In Deutschland lernte er an der Universität Marburg die deutsche Sprache und nahm an Weiterbildungsmaßnahmen im Bereich Englisch und Journalismus teil. Seine Brüder Abdul Haq und Abdul Qadir waren Mudschahedin-Kommandeure, welche gegen die sowjetische Besatzung Afghanistans von 1980 bis 1989 kämpften. Der prominente Freiheitskämpfer und Kommandant Abdul Haq wurde im Oktober 2001 von den Taliban ermordet. Haji Abdul Qadir war von 1992 bis 1996 und nach der Taliban-Herrschaft von 2001 bis zu seiner Ermordung am 6. Juli 2002 der Gouverneur von Nangarhar. Außerdem war er der Vize-Präsident Afghanistans nach dem Sturz der Taliban. Der älteste Bruder, Haji Din Mohammad, ist  der amtierende Gouverneur von Kabul. Nasrullah Baryalai Arsalai flüchtete 1994 mit den Anfängen der Taliban-Regierung endgültig nach Deutschland zurück und kehrte am 26. Oktober 2001, als sein Bruder und bester Freund Abdul Haq ermordet wurde, wieder nach Afghanistan zurück.

## Politik
Von 1980 an beteiligte sich Haji Nasrullah Baryalai aktiv am Widerstand gegen die sowjetische Besatzung Afghanistans. Er unterstützte und organisierte die Widerstandsbewegungen mit seinem Bruder Haji Abdul Haq. Er leitete politische Aktivitäten in Europa, die den Freiheitskampf gegen die Sowjets unterstützten. 1989 nahm er als Abgeordneter an der Rawalpindi Shura teil, um die vorläufige Mudschahedin-Regierung zu besprechen. Von 1989 bis 1992 arbeitete er eng mit seinem Bruder Haji Abdul Haq in Peshawar zusammen. Er leitete Abdul Haq´s Widerstandsfront und veröffentlichte eine wöchentliche Nachbearbeitung der politischen und militärischen Entwicklung. Er regelte die Aufrechterhaltung der Kontakte zu den Diplomaten und dem afghanischen Volk. Nasrullah Baryalai Arsalai leitete von 1993 bis 1994 das ost-afghanische Liaison-Amt in Peshawar. Dabei handelte es sich um eine afghanische Initiative, um humanitäre Hilfe in Ost-Afghanistan zu schaffen. Nach seiner Rückkehr in Afghanistan 2001 gründete er die Abdul-Haq-Foundation. Diese Stiftung sollte Haji Abdul Haqs Vorstellung von einem friedlichen, unabhängigen und aufgeklärtem Afghanistan vorantreiben. Wichtige Aufgaben der Abdul-Haq-Foundation sind Aufbau von Schulen und die Ausführung von politischen Dialogen. 2002 etablierte er eine monatliche Zeitung („Afghan Yawwalay“, dt. „Afghanische Einheit“).
Von 2002 bis 2009 war er Hauptorganisator des afghanischen Volksrates, Shura (Wolesi Mashvurati Shura). Die Shura ist eine Bewegung der Menschen in Nangarhar und Ost Afghanistan. Ein bedeutender Erfolg der Shura ist die Annahme und Unterzeichnungen des Grundgesetzes in Ost-Afghanistan(2003). Weitere bedeutende Erfolge sind das Erleichtern der Personalbeschaffung für die afghanische nationale Armee und der Stopp des Opium-Anbaus in Ost-Afghanistan.
Von 2002 bis 2009 arbeitete er an den Partnerstadt-Beziehungen zwischen San Diego (USA) und Jalalabad. Außerdem unterstützt er die Partnerschaft der Universitäten von Nangarhar und San Diego.